# Tappeto volante

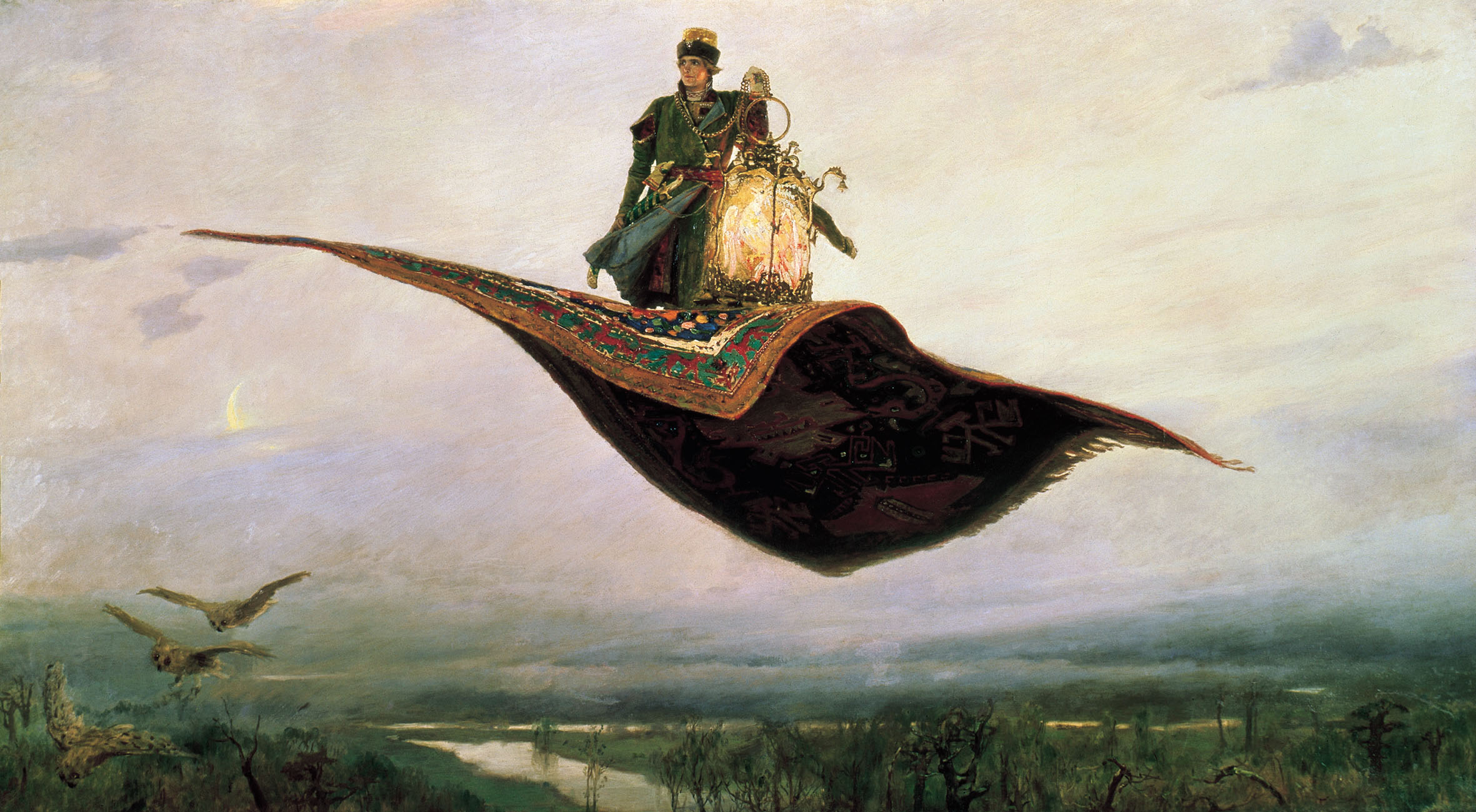
Il tappeto volante, olio su tela del 1880 di Viktor Michajlovič Vasnecov: il principe Ivan Carevič trasporta l'uccello di fuoco che ha catturato.

Il tappeto volante è un motivo popolarissimo in letteratura. Si tratta di un immaginario mezzo di trasporto usato per spostare rapidamente o istantaneamente persone in luoghi lontani.
Spesso viene associato a Le mille e una notte: effettivamente, alcune novelle fanno uso di questa immagine; tuttavia, temi del genere non venivano affatto menzionati nel primo manoscritto, quello che comprendeva le prime 282 notti. Al contrario di quel che si crede, in questa raccolta il motivo è relativamente raro: lo si incontra nella fiaba Storia del Principe Ahmed e della Fata Pari-Banù e in diverse versioni non originali di Aladino e la lampada meravigliosa. È inoltre uno dei personaggi principali della trilogia Disney dedicata ad Aladdin e dell'omonima serie animata.
Il soggetto, oltre a comparire nella mitologia persiana ed araba, si ritrova anche nel folklore russo (avventure di Baba Jaga). Molto di quel folklore è stato poi ripreso dai fratelli Strugackij nel romanzo Lunedì inizia sabato, dove immaginano che nel museo dell'Istituto di ricerca su magia e stregoneria di Solovets (la c.d. Cazalina, Casetta su zampe di gallina) siano conservati vari dispositivi magico-scientifici tra cui, appunto, il tappeto volante (indicato tra i c.d. dispositivi di tipo "antigravitazionale"). Apprezzata nella letteratura ottocentesca, l'immagine del tappeto volante fu poi ripresa anche per la stesura di una nota avventura del fumetto di Asterix: Le mille e un’ora.